# AS-30
L'AS-30 è un missile tattico aria-superficie, di progettazione francese, l'ultimo di una lunga serie prodotta fra gli anni cinquanta e sessanta. Apparve come arma radioguidata ma dagli anni settanta cominciò ad essere usato anche con guida laser. Gittata circa 11 km.